# رشاح (بني سعد)

تعديل مصدري - تعديل

الرشاح هي إحدى قرى عزلة عتمة بمديرية بني سعد التابعة لمحافظة المحويت، بلغ تعداد سكانها 424 نسمة حسب تعداد اليمن لعام 2004.